# St. Patrick’s Cathedral (New York)

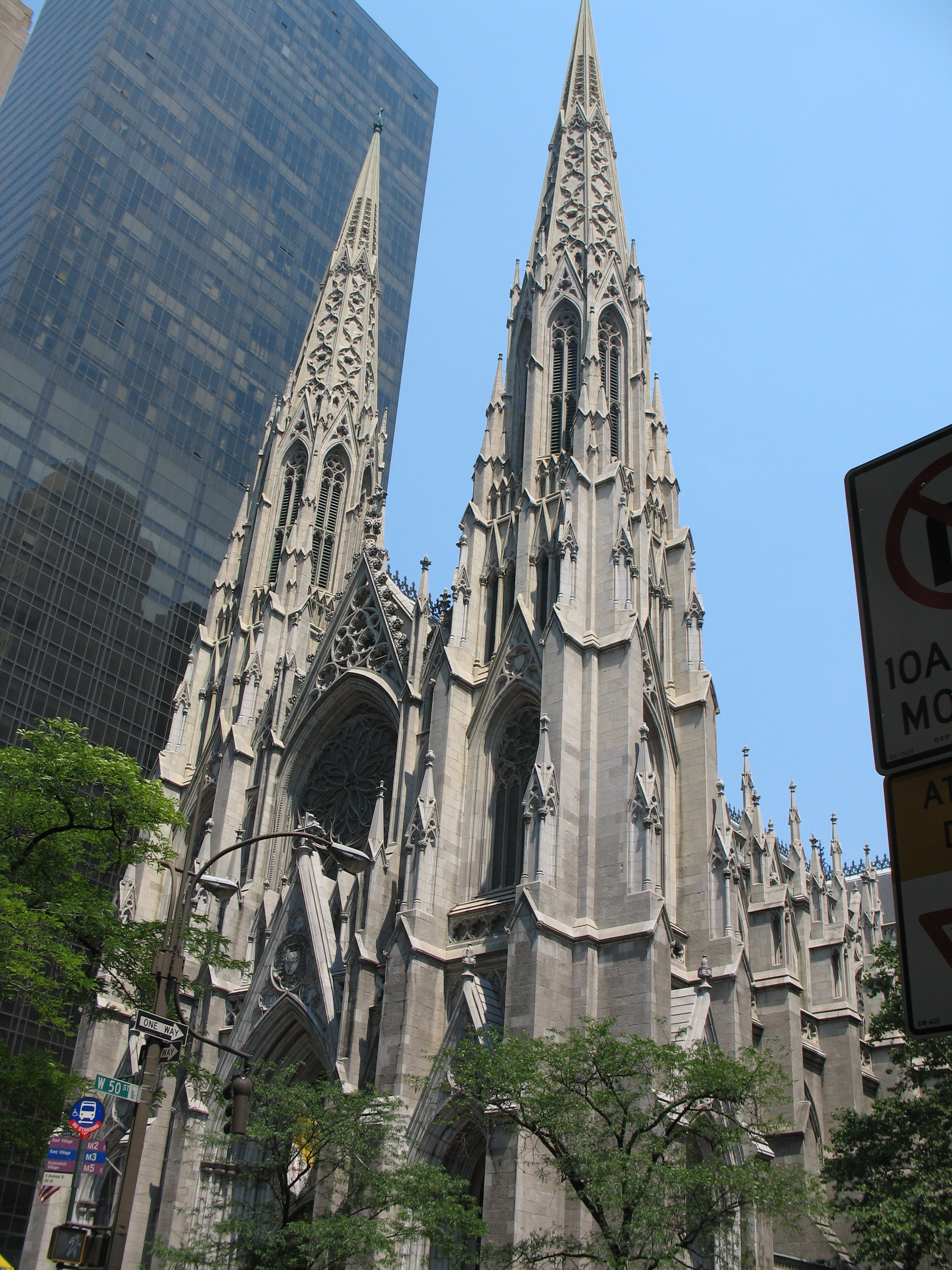
St. Patrick’s Cathedral, New York

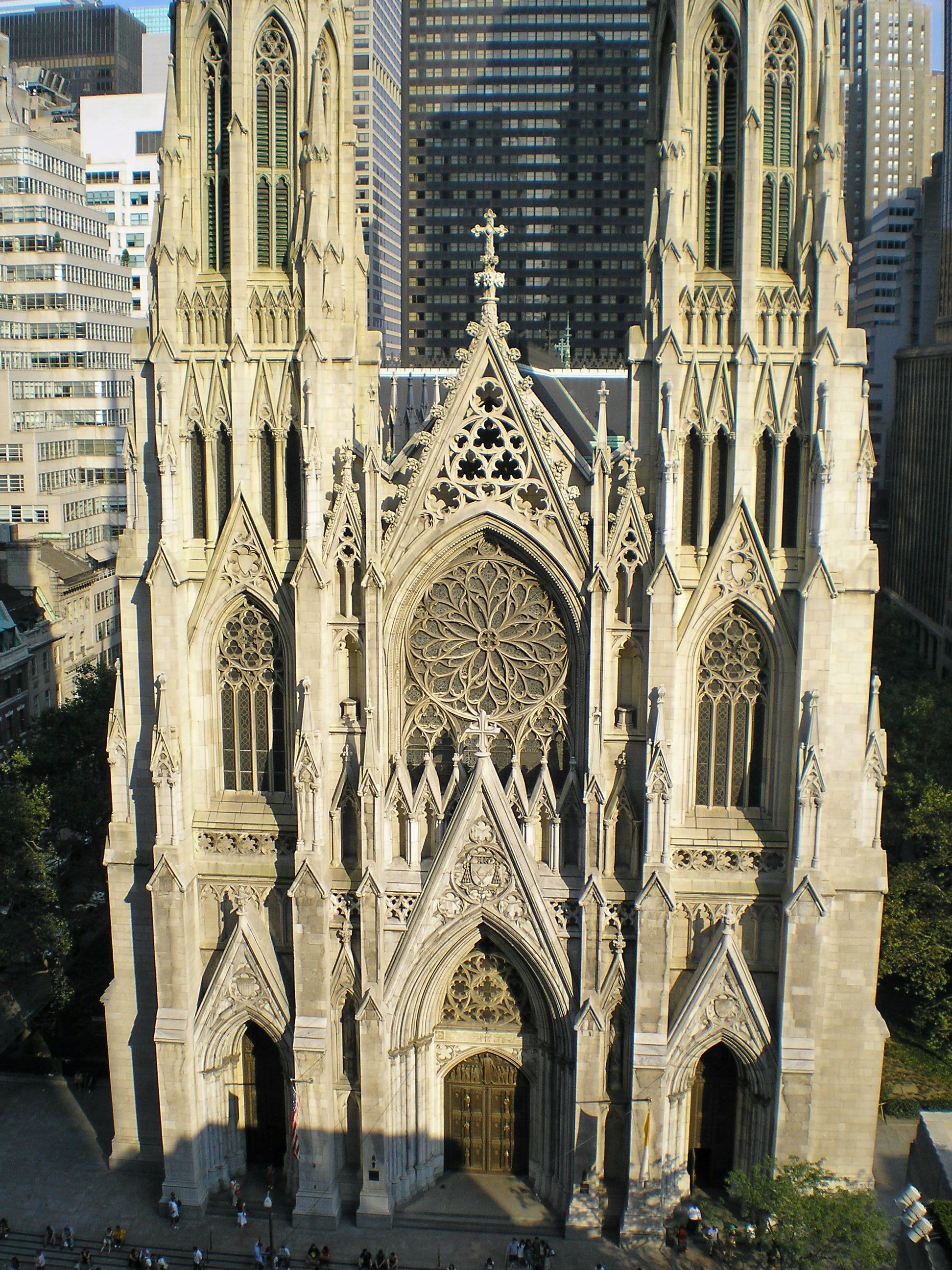
St. Patrick’s Cathedral, New York

Die St. Patrick’s Cathedral ist die größte im neugotischen Stil erbaute Kathedrale in den Vereinigten Staaten. Sie befindet sich an der Fifth Avenue in Manhattan, zwischen der 50. und der 51. Straße, direkt gegenüber dem Rockefeller Center. Sie ist die Kathedrale des katholischen Erzbistums New York. Der Pfarrbezirk St. Patrick’s wird begrenzt durch die 59th Street, die 3rd Avenue, die 44th Street und die 7th Avenue und umfasst 302 Häuserblöcke.

## Geschichte
Das Grundstück der heutigen Kathedrale wurde am 6. März 1810 für 11.000 Dollar gekauft, um dort eine Schule für katholische junge Männer errichten zu können, die von Jesuiten geleitet wurde. Diese Schule scheiterte, und 1813 wurde das Grundstück an Dom Augustin de Lestrange weiterverkauft, den Abt eines Trappisten-Konvents. Die Mönche kamen aus der französischen Abtei von La Trappe und waren nach Amerika geflohen, weil sie in Frankreich verfolgt wurden. Im Kloster betreuten sie auch etwa 33 Waisenkinder. Nach dem Sturz Napoleons im Jahre 1814 kehrten die Trappisten nach Frankreich zurück und gaben ihren Immobilienbesitz auf. Das Waisenhaus wurde von der Diözese von New York bis in das späte 19. Jahrhundert fortgeführt.
Papst Pius IX. erhob das 1808 gegründete Bistum New York 1850 zur Erzdiözese. Erzbischof John Joseph Hughes gab anschließend seine Absicht bekannt, eine neue Kathedrale zu errichten, welche die St. Patrick’s Old Cathedral ersetzen sollte, die sich an der Kreuzung der Prince and Mott Streets und der Mulberry Street befand. Die alte Kathedrale wurde im Jahr 1866 durch ein Feuer zerstört und 1868 wiederaufgebaut und konsekriert. Sie ist die älteste katholische Kirche in New York und dient als Pfarrkirche. Lorenzo da Ponte wurde hier beigesetzt.

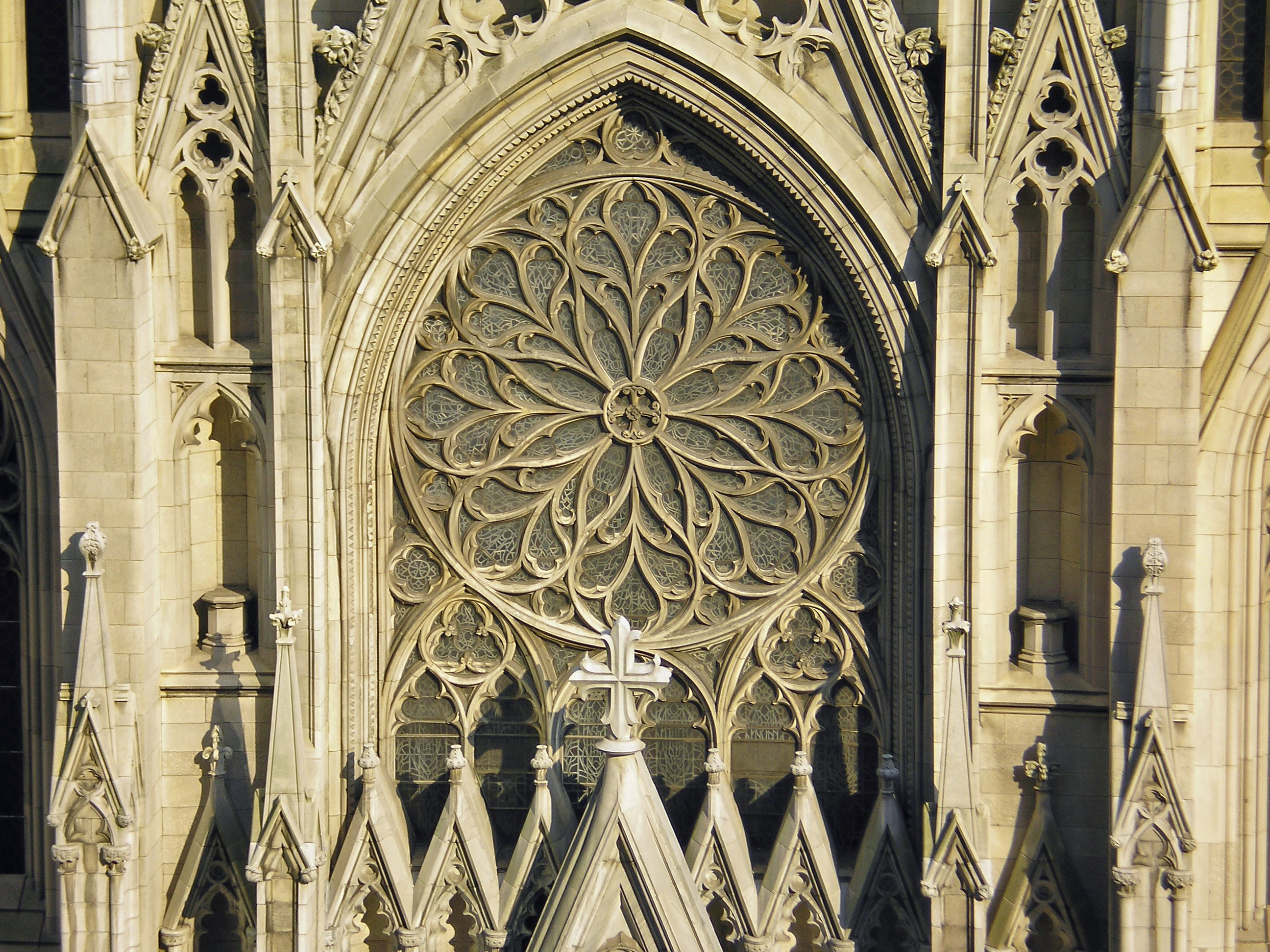
Rosette an der Westfassade

Der Grundstein der neuen Kathedrale wurde am 15. August 1858 gelegt, südlich des Waisenhauses der Diözese und ungefähr nördlich des zu dieser Zeit dicht bevölkerten Gebietes von New York. Die Kathedrale wurde von James Renwick, Jr. im neugotischen Stil entworfen.
Die Arbeiten begannen 1858, wurden aber während des Amerikanischen Bürgerkrieges unterbrochen und 1865 wiederaufgenommen. Die Kathedrale wurde 1878 vollendet und am 25. Mai 1879 von Erzbischof John Kardinal McCloskey geweiht. Ihre gewaltigen Ausmaße dominierten den damaligen Rand des Stadtzentrums. Das Haus des Erzbischofs und das Pfarramt wurden von 1882 bis 1884 angebaut, die angrenzende Schule, die es nicht mehr gibt, öffnete 1882. Die Türme an der Westfront wurden von 1885 bis 1888 hinzugefügt. 1901 begann man mit einigen Erweiterungen, darunter einer Kapelle Unserer Lieben Frau, die von Charles T. Mathews entworfen wurde. Die Kathedrale wurde zwischen 1927 und 1931 renoviert; während dieser Zeit wurde die große Orgel eingebaut und der Altarraum vergrößert.
Im Dezember 1976 erhielt die St. Patrick’s Cathedral den Status eines National Historic Landmarks und wurde in das National Register of Historic Places eingetragen.

## Besonderheiten der Architektur

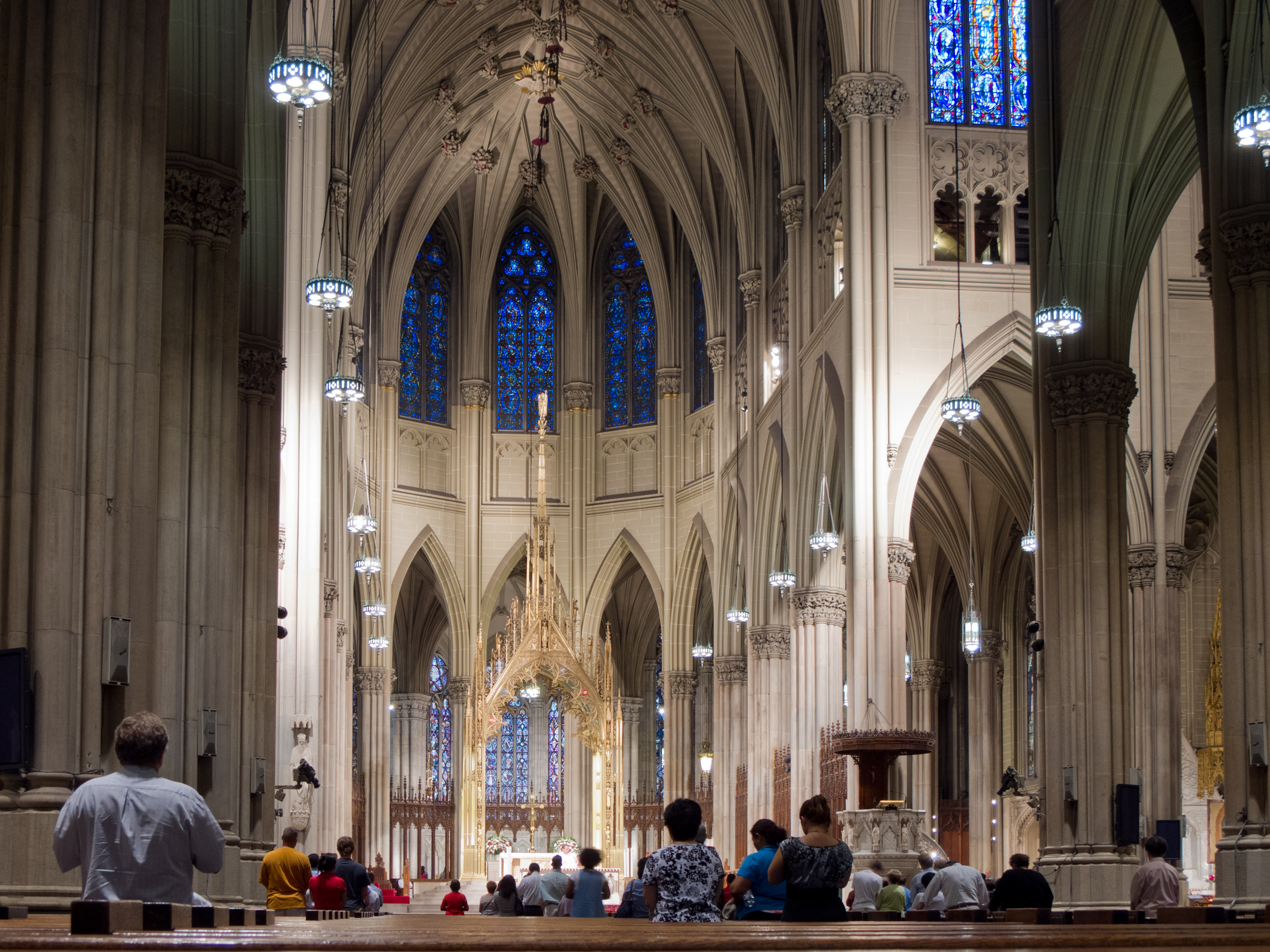
Innenansicht

- Die Kathedrale wurde aus weißem Marmor gebaut, der in New York und Massachusetts abgebaut wurde. Das Gebäude ist 123 Meter lang und 53 Meter breit und fasst etwa 2400 Menschen.[2] Die Turmspitzen ragen 101 Meter (330 feet) über die Straßenebene empor.
- Die Fenster wurden von Künstlern aus Nantes, Chartres, Birmingham und Boston entworfen, u. a. von dem Glasmaler Henri Ely, der aus Kassel stammte. Das große Rosenfenster ist eine der Hauptarbeiten von Charles Connick.
- Der Altar des hl. Michael und der des hl. Ludwig wurden von Tiffany & Co. entworfen, der Altar der hl. Elisabeth von Paolo Medici aus Rom.
- Der Kreuzweg gewann 1893 einen künstlerischen Preis bei der Weltausstellung in Chicago.
- Die Pietà der Kathedrale ist dreimal größer als die Pietà von Michelangelo.
- Eine Büste von Papst Johannes Paul II., die an seinen Besuch im Jahre 1978 erinnert, befindet sich im hinteren Teil der Kathedrale.
- Francis Kardinal Spellman ließ in den späten 1930er und frühen 1940er Jahren eine große Renovierung des Altarraumes ausführen. Der bronzene Altarbaldachin ist Teil dieser Arbeiten, und der Hochaltar, der sich dort befand, wurde entfernt. Der ursprüngliche Hochaltar von St. Patrick’s befindet sich heute in der Universitätskirche der Fordham University am Rose Hill im Bezirk Bronx, der Alma Mater Spellmans,
- In den 1980er Jahren ließ John Joseph Kardinal O’Connor auf eigene Kosten Renovierungsarbeiten ausführen; beachtenswert ist der Bau eines neuen Steinaltars in der Mitte des Altarraums, der von den Gläubigen besser gesehen werden kann. Der Altar wurde aus Teilen eines der Seitenaltäre errichtet, die entfernt wurden, um das Taufbecken im nördlichen Querschiff zu positionieren.

## Orgeln

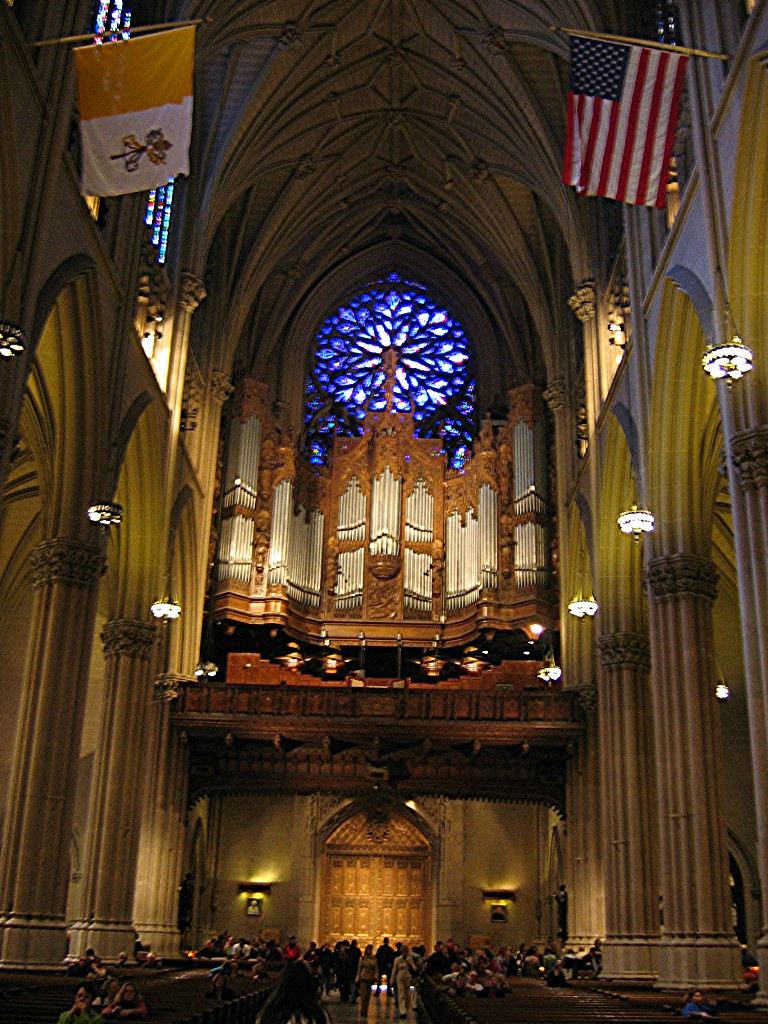
Grand Gallery Organ

St. Patrick verfügt über zwei Orgeln: Die große Emporenorgel (Grand Gallery Organ) mit Echowerk (Nave Organ) in der Balustrade des Hauptschiffs und die Altarorgel (Chancel Organ) in der nördlichen Arkade. Die gesamte Orgelanlage besteht aus 12 divisions mit insgesamt 9.838 Pfeifen und 119 Registern. Von den beiden identischen, fünfmanualigen Spieltischen lassen sich beide Orgeln sowohl einzeln, als auch zusammen anspielen.
Die ersten Orgeln wurden 1879 bzw. 1880 errichtet. George Jardine & Son (New York City) baute auf der große Empore ein mechanisches Instrument mit vier Manualen und 51 Registern, die Fa. J.H. & C.S. Odell (New York City) errichtete im Altarraum ein mechanisches Instrument mit 2 Manualen und 20 Registern.
Beide Instrumente wurden in den Jahren 1928 (Altarorgel, Opus 3920) bzw. 1930 (Emporenorgel, Opus 5918) durch die heutigen Instrumente von George Kilgen & Son (St. Louis, Missouri) ersetzt. Im Zuge einer umfassenden Überholung der Orgel durch die Fa. Paragallo Pipe Organ Company (Paterson, New York) ab dem Jahr 1993 wurden zwei neue (identische) fünfmanualige Spieltische installiert, die beiden handgeschnitzten Orgelprospekte restauriert und die Orgelwerke gereinigt und restauriert. Zuletzt wurde das Echowerk (Echo Organ) einer umfassenden klanglichen Überarbeitung unterzogen und um einen Prinzipalchor erweitert. Es wird heute als Nave Organ bezeichnet.

### Grand Gallery Organ

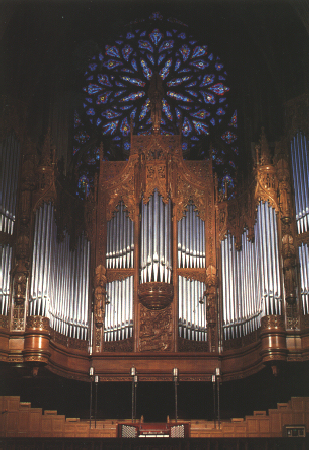
Prospekt

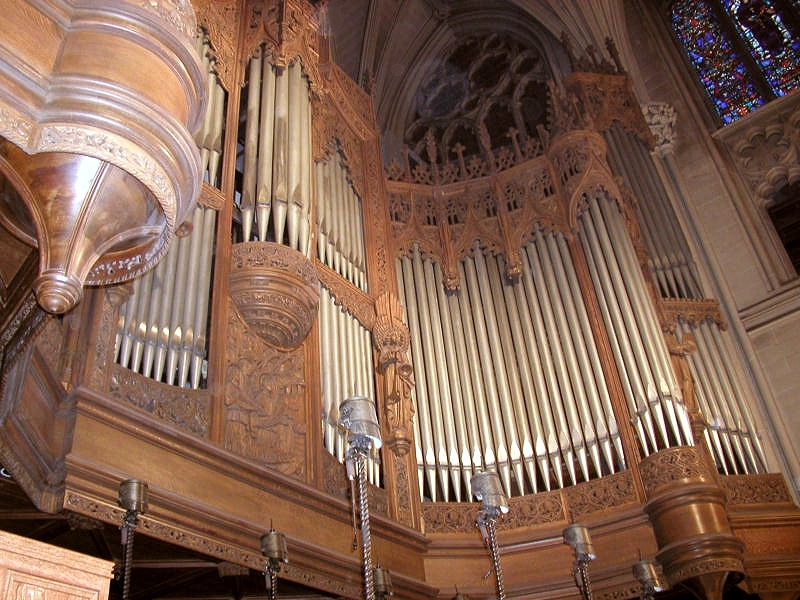
Prospekt

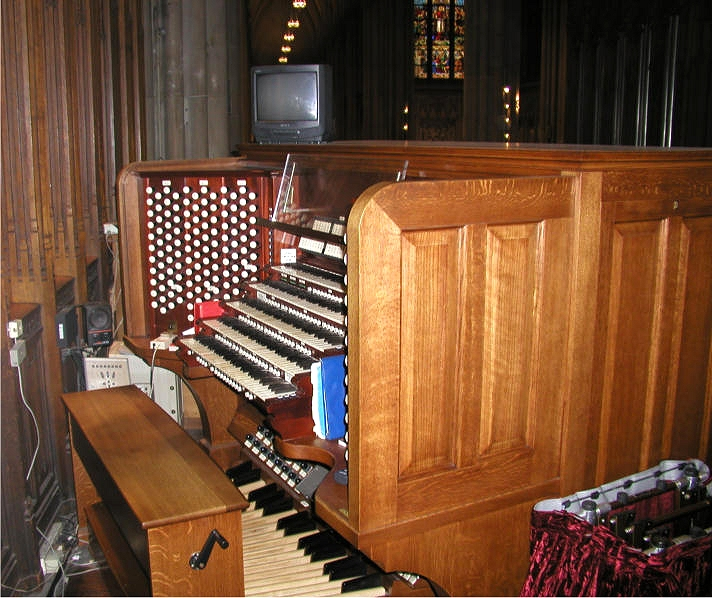
Emporenspieltisch

Die Grand Gallery Organ hat 101 Register und zahlreiche Transmissionen und extendierte Register.

| I Gallery Choir Organ C–c4 |                              |     |     |
| 01.                        | Contra Viola                 | 16′ |     |
| 02.                        | Quintaton                    | 16′ |     |
| 03.                        | Diapason                     | 08′ |     |
| 04.                        | Geigen Diapason              | 08′ |     |
| 05.                        | Doppelflöte                  | 08′ |     |
| 06.                        | Gamba                        | 08′ |     |
|                            | Viola (Ext. Nr. 1)           | 08′ |     |
| 07.                        | Concert Flute                | 08′ |     |
| 08.                        | Flute Celeste                | 08′ |     |
|                            | Quintadena (Ext. Nr. 2)      | 08′ |     |
| 09.                        | Cor de Nuit                  | 08′ |     |
| 10.                        | Cor de Nuit Celeste          | 08′ |     |
| 11.                        | Fugara                       | 04′ |     |
|                            | Flauto Traverso (Ext. Nr. 7) | 04′ |     |
| 12.                        | Rohrflöte                    | 04′ |     |
|                            | Violetta (Ext. Nr. 1)        | 04′ |     |
|                            | Super Viola (Ext. Nr. 1)     | 02′ |     |
|                            | Piccolo (Ext. Nr. 7)         | 02′ |     |
| 13.                        | Mixture III                  |     |     |
| 14.                        | Schalmei                     | 08′ |     |
| 15.                        | Orchestral Oboe              | 08′ |     |
| 16.                        | Clarinet                     | 08′ |     |
|                            | Tremolo                      |     |     |
|                            | Harp (dig.)                  |     | (n) |
|                            | Celesta (dig.)               |     | (n) |
|                            | Trompette en Ch. (= Nr. 72)  | 08′ |     |

| II Gallery Great Organ C–c4 |                               |         |     |
| 17.                         | Diapason                      | 16′     |     |
| 18.                         | Violone                       | 16′     |     |
| 19.                         | First Diapason                | 08′     |     |
|                             | Second Diapason (Ext. Nr. 17) | 08′     |     |
| 20.                         | Violoncello                   | 08′     |     |
| 21.                         | Viola Sorda                   | 08′     |     |
| 22.                         | Gemshorn                      | 08′     |     |
| 23.                         | Flute Harmonique              | 08′     | (n) |
| 24.                         | Bourdon                       | 08′     |     |
| 25.                         | Gross Quinte                  | 05 1⁄3′ |     |
| 26.                         | Principal                     | 04′     |     |
|                             | Octave (Ext. Nr. 17)          | 04′     |     |
|                             | Flute Octav. (Ext. Nr. 23)    | 04′     |     |
| 27.                         | Clarabella                    | 04′     |     |
| 28.                         | Erzähler                      | 04′     |     |
| 29.                         | Quinte                        | 02 ⁄3′  |     |
| 30.                         | Fifteenth                     | 02′     |     |
|                             | Claribel Flute (Ext. Nr. 27)  | 02′     |     |
| 31.                         | Tierce                        | 01 3⁄5′ |     |
| 32.                         | Larigot                       | 01 ⁄3′  |     |
| 33.                         | Fourniture V                  |         |     |
| 34.                         | Cymbale IV                    |         |     |
| 35.                         | Posaune                       | 16′     |     |
| 36.                         | Trompette                     | 08′     |     |
| 37.                         | Trumpet                       | 08′     |     |
| 38.                         | Clarion                       | 04′     |     |
|                             | Chimes (aus Gal Solo)         |         |     |

| III Gallery Swell Organ C–c4 |                              |        |
| 39.                          | Bourdon                      | 16′    |
| 40.                          | Salicional                   | 16′    |
| 41.                          | Diapason                     | 08′    |
| 42.                          | Violin Diapason              | 08′    |
| 43.                          | Viola da Gamba               | 08′    |
| 44.                          | Viole d’Orchestre            | 08′    |
| 45.                          | Viole Celeste                | 08′    |
| 46.                          | Flute Harmonique             | 08′    |
|                              | Clarinet Flute (Ext. Nr. 39) | 08′    |
|                              | Salicional (Ext. Nr. 40)     | 08′    |
| 47.                          | Voix Celeste                 | 08′    |
| 48.                          | Prestant                     | 04′    |
|                              | Octave (Ext. Nr. 41)         | 04′    |
|                              | Forest Flute (Ext. Nr. 39)   | 04′    |
| 49.                          | Dolce Flute                  | 04′    |
|                              | Salicet (Ext. Nr. 40)        | 04′    |
| 50.                          | Super Octave                 | 02′    |
| 51.                          | Larigot                      | 01 ⁄3′ |
| 52.                          | Fourniture V                 |        |
| 53.                          | Cymbale III                  |        |
| 54.                          | Contra Fagotto               | 16′    |
| 55.                          | Trompette                    | 08′    |
| 56.                          | Corno di Bassetto            | 08′    |
| 57.                          | Oboe                         | 08′    |
| 58.                          | Vox Humana                   | 08′    |
| 59.                          | Clarion                      | 04′    |
|                              | Tremolo                      |        |
|                              | Trompette en Ch. (= Nr. 72)  | 08′    |

| IV Gallery Solo Organ C–c4 |                              |         |
| 60.                        | Contra Gamba                 | 16′     |
| 61.                        | Stentorphone                 | 08′     |
| 62.                        | Solo Flute                   | 08′     |
|                            | Gross Gamba (Ext. Nr. 60)    | 08′     |
| 63.                        | Gamba Celeste                | 08′     |
| 64.                        | Octave                       | 04′     |
|                            | Flute Ouverte (Ext. Nr. 62)  | 04′     |
| 65.                        | Tierce                       | 01 3⁄5′ |
| 66.                        | Mixture III                  |         |
| 67.                        | Tuba Profunda                | 16′     |
| 68.                        | Trompette                    | 08′     |
|                            | Tuba (Ext. Nr. 67)           | 08′     |
| 69.                        | French Horn                  | 08′     |
| 70.                        | English Horn                 | 08′     |
| 71.                        | Tuba Clarion                 | 04′     |
|                            | Tremolo                      |         |
|                            | Chimes                       |         |
|                            | Harp (dig.)                  |         |
|                            | Celesta (dig.)               |         |
| 72.                        | Trompette en Ch.             | 08′     |
|                            | Triforium Trumpet (= Nr. 85) | 08′     |

| V Nave Organ C–c4 |                               |     |     |
| 73.               | Bourdon                       | 16′ |     |
| 74.               | Diapason                      | 08′ |     |
|                   | Bourdon (Ext. Nr. 73)         | 08′ |     |
| 75.               | Melodia                       | 08′ |     |
| 76.               | Gamba                         | 08′ |     |
| 77.               | Gamba Celeste                 | 08′ |     |
| 78.               | Octave                        | 04′ |     |
|                   | Stopped Flute (Ext. Nr. 73)   | 04′ |     |
| 79.               | Violetta                      | 04′ |     |
|                   | Super Octave (Ext. Nr. 73)    | 02′ |     |
| 80.               | Fourniture IV                 |     |     |
| 81.               | Bombarde                      | 16′ | (n) |
|                   | Trompette Harm. (Ext. Nr. 81) | 08′ |     |
| 82.               | Trumpet                       | 08′ |     |
| 83.               | Oboe Horn                     | 08′ |     |
| 84.               | Vox Humana                    | 08′ |     |
|                   | Clairon Harm. (Ext. Nr. 81)   | 04′ |     |
|                   | Tremolo                       |     |     |
|                   | Chimes                        |     |     |
| 85.               | Triforium Trumpet             | 08′ | (n) |
|                   | Trompette en Ch.(= Nr. 72)    | 08′ |     |

| Gallery String Organ (Floating) C–c4 |                          |     |     |
| 86.                                  | Contra Salicional        | 16′ |     |
| 87.                                  | Viola                    | 08′ |     |
| 88.                                  | Viola Celeste (sharp)    | 08′ |     |
| 89.                                  | Viole d’Orchestre        | 08′ |     |
| 90.                                  | Viole Celeste            | 08′ |     |
|                                      | Salicional (Ext. Nr. 86) | 08′ |     |
| 91.                                  | Voix Celeste (flat)      | 08′ |     |
| 92.                                  | Violina                  | 04′ |     |
|                                      | Salicet (Ext. Nr. 86)    | 04′ |     |
|                                      | Salicet (Ext. Nr. 86)    | 02′ |     |
|                                      | Tremolo                  |     |     |
|                                      | Zimbelstern              |     | (n) |

| Gallery Pedal Organ C–g1 |                            |     |     |
|                          | Gravissima (Ext. Nr. 94)   | 64′ |     |
| 94.                      | Diapason                   | 32′ |     |
|                          | Contra Violone (dig.)      | 32′ | (n) |
|                          | Bourdon (dig.)             | 32′ | (n) |
|                          | Principal (Ext. Nr. 94)    | 16′ |     |
| 95.                      | First Diapason             | 16′ |     |
|                          | Second Diapason (= Nr. 17) | 16′ |     |
|                          | Violone (= Nr. 18)         | 16′ |     |
| 96.                      | Bourdon                    | 16′ |     |
|                          | Contra Gamba (= Nr. 60)    | 16′ |     |
|                          | Viola (= Nr. 1)            | 16′ |     |
|                          | Salicional (= Nr. 40)      | 16′ |     |
| 97.                      | Dolce Bass                 | 16′ |     |
|                          | Bourdon (= Nr. 39)         | 16′ |     |
|                          | Octave (Ext. Nr. 95)       | 08′ |     |
|                          | Flute (Ext. Nr. 96)        | 08′ |     |
|                          | Gamba (Ext. Nr. 60)        | 08′ |     |
|                          | Cello (Ext. Nr. 18)        | 08′ |     |
|                          | Gedeckt (Ext. Nr. 39)      | 08′ |     |
|                          | Super Octave (Ext. Nr. 95) | 04′ |     |
|                          | Flute (Ext. Nr. 94)        | 04′ |     |
| 98.                      | Mixture V                  |     |     |
|                          | Tuba Profunda (= Nr. 67)   | 16′ |     |
|                          | Posaune (= Nr. 35)         | 16′ |     |
|                          | Contra Fagotto (= Nr. 54)  | 16′ |     |
|                          | Posaune (Ext. Nr. 35)      | 08′ |     |
| 99.                      | Contra Bombarde            | 32′ |     |
|                          | Bombarde (Ext. Nr. 99)     | 16′ |     |
|                          | Trompette (Ext. Nr. 99)    | 08′ |     |
|                          | Clairon (Ext. Nr. 99)      | 04′ |     |
|                          | Chimes (aus Gal Solo)      |     |     |

| Nave Pedal Organ C–g1 |                                    |     |
| 100.                  | Sub Bass                           | 16′ |
| 101.                  | Bourdon                            | 16′ |
|                       | Flute (Ext. Nr. 101)               | 08′ |
|                       | Bombarde (= Nr. 81)                | 16′ |
|                       | Trompette Harmonique (Ext. Nr. 81) | 08′ |
|                       | Triforium Trumpet (= Nr. 85)       | 08′ |
|                       | Chimes (aus Gal Solo)              |     |

- Koppeln:
  - Normalkoppeln: I/II, III/II, IV/II, V/II; III/I, IV/I, V/I; I/III, IV/III, V/III; V/IV; I/P, II/P, III/P, IV/P, V/P; Chancel Organ/V.
  - Subkoppeln: I, III, IV, V an II; III, IV, V an I; V an IV; I/I, II/II, III/III, IV/IV, V/V
  - Superkoppeln: I, III, IV, V an II; III, IV, V an I; V an IV; I/I, II/II, III/III, IV/IV, V/V; I, II, III, IV an P
  - String Orgel: jeweils an I, II, III, IV, P
- Spielhilfen:
  - Unison Off: jeweils für Choir, Great, Swell, Solo, Nave

Anmerkungen
(n) = In den Jahren 1994–1997 neu hinzugefügtes Register.
1. 1 2  25 Röhrenglocken.
2. ↑  10 Glöckchen.

### Chancel Organ
Die Chancel Organ ist auf einem Multiplexsystem aufgebaut: Aus 18 Registern werden 48 Registerzüge gewonnen.

| I Choir Organ C–c4 |                               |     |
|                    | Bass Flute (ab c0 Ext. Nr. 7) | 16′ |
|                    | Dulciana (ab c0 Ext. Nr. 2)   | 16′ |
|                    | Diapason (Ext. Nr. 4)         | 8′  |
| 1.                 | Viola da Gamba                | 8′  |
|                    | Melodia (= Nr. 7)             | 8′  |
| 2.                 | Dulciana                      | 8′  |
|                    | Principal (= Nr. 8)           | 4′  |
|                    | Gambette (Ext. Nr. 1)         | 4′  |
|                    | Flute (Ext. Nr. 7)            | 4′  |
|                    | Dulcet (Ext. Nr. 2)           | 4′  |
|                    | Flautino (Ext. Nr. 7)         | 2′  |
|                    | Orchestral Oboe (= Nr. 16)    | 8′  |
| 3.                 | Clarinet                      | 8′  |
|                    | Tremolo                       |     |
|                    | Chimes                        |     |

| II Great Organ C–c4 |                           |     |
| 4.                  | Diapason                  | 16′ |
| 5.                  | 1st Diapason              | 8′  |
|                     | 2nd Diapason (Ext. Nr. 4) | 8′  |
| 6.                  | Bourdon                   | 8′  |
| 7.                  | Melodia                   | 8′  |
|                     | Viola da Gamba (= Nr. 1)  | 8′  |
|                     | Dulciana (= Nr. 2)        | 8′  |
| 8.                  | Octave                    | 4′  |
|                     | Flute (Ext. Nr. 7)        | 4′  |
|                     | Flautino (Ext. Nr. 7)     | 2′  |
| 9.                  | Mixture III               |     |
| 10.                 | Trumpet                   | 8′  |
|                     | Clarion (Ext. Nr. 10)     | 4′  |
|                     | Chimes                    |     |

| III Swell Organ C–c4 |                            |     |
| 11.                  | Lieblich Gedeckt           | 16′ |
|                      | Gedeckt (Ext. Nr. 11)      | 8′  |
| 12.                  | Salicional                 | 8′  |
| 13.                  | Voix Celeste               | 8′  |
| 14.                  | Harmonic Flute             | 4′  |
|                      | Gedeckt (Ext. Nr. 11)      | 4′  |
|                      | Salicet (Ext. Nr. 12)      | 4′  |
|                      | Principal (Ext. Nr. 12)    | 2′  |
|                      | Gedecktflöte (Ext. Nr. 11) | 2′  |
| 15.                  | Cornopean                  | 8′  |
| 16.                  | Oboe                       | 8′  |
| 17.                  | Vox Humana                 | 8′  |
|                      | Tremolo                    |     |

| Pedal Organ C–g1 |                              |     |
|                  | Resultant (aus Nr. 4)        | 32′ |
|                  | Diapason (= Nr. 4)           | 16′ |
| 18.              | Bourdon                      | 16′ |
|                  | Lieblich Gedeckt (= Nr. 11)  | 16′ |
|                  | Bass Flute (Ext. Nr. 18)     | 8′  |
|                  | Gamba (= Nr. 1)              | 8′  |
|                  | Gedeckt (Ext. Nr. 11)        | 8′  |
|                  | Double Trumpet (Ext. Nr. 10) | 16′ |
|                  | Trumpet (= Nr. 10)           | 8′  |
|                  | Clarion (Ext. Nr. 10)        | 4′  |

- Koppeln:

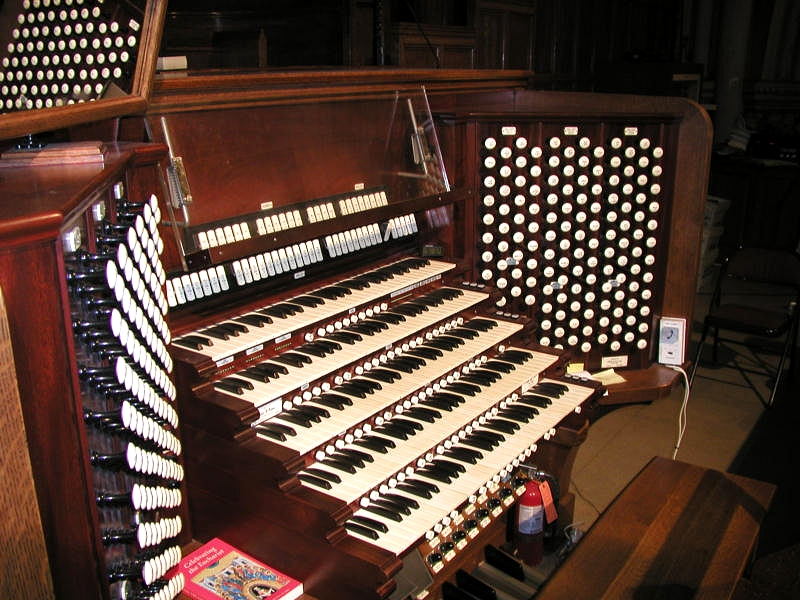
Spieltisch

  - Normalkoppeln: II/I, III/I, III/II, I/P, II/P, III/P
  - Subkoppeln: I/I, II/II, III/III, II/I, III/I, III/II,
  - Superkoppeln: I/I, II/II, III/III, II/I, III/I, III/II, I/P, II/P, III/P
- Spielhilfen:
  - Unison Off: jeweils für Choir, Great, Swell

Anmerkungen
1. ↑  25 Röhrenglocken.

## Glocken
Im Nordturm befindet sich in 55 m Höhe ein Glockenspiel von 19 Glocken mit einem Tonumfang von fast zwei Oktaven. Es wurde 1897 von der Glockengießerei Paccard in der Nähe der französischen Stadt Annecy gegossen und nach der Überfahrt am 15. August 1897 von Erzbischof Michael Augustine Corrigan feierlich gesegnet.
| Glocke | Name                   | Gewicht ca. | Schlagton |
| ------ | ---------------------- | ----------- | --------- |
| 1      | St. Patrick            | 2997 kg0    | b°        |
| 2      | Jungfrau Maria         | 2098 kg0    | c′        |
| 3      | St. Joseph             | 1480 kg0    | d′        |
| 4      | Name Jesu              | 1222 kg0    | es′       |
| 5      | St. Michael            | 1052 kg0    | e′        |
| 6      | St. Anna               | 887 kg      | f′        |
| 7      | St. Elisabeth          | 616 kg      | g′        |
| 8      | St. Augustinus         | 528 kg      | as′       |
| 9      | St. Antonius von Padua | 440 kg      | a′        |
| 10     | St. Agnes              | 364 kg      | b′        |

| Glocke | Name                     | Gewicht ca. | Schlagton |
| ------ | ------------------------ | ----------- | --------- |
| 11     | St. Johannes Evangelist  | 303 kg      | h′        |
| 12     | St. Brigida              | 260 kg      | c″        |
| 13     | St. Franz Xaver          | 216 kg      | cis″      |
| 14     | St. Peter                | 182 kg      | d″        |
| 15     | St. Cäcilia              | 156 kg      | es″       |
| 16     | St. Helena               | 130 kg      | e″        |
| 17     | St. Alfons von Liguri    | 109 kg      | f″        |
| 18     | St. Thomas von Aquin     | 093 kg      | fis″      |
| 19     | St. Gottfried von Amiens | 078 kg      | g″        |

## Krypta
- Die acht verstorbenen Erzbischöfe von New York: Sechs von ihnen waren Kardinäle, deren Galeros im Altarraum über ihren Gräbern aufgehängt wurden. Der Hut Kardinal Spellmans war derselbe, den Papst Pius XII. trug, als dieser Kardinal war.
- Pierre Toussaint spendete Geld für den Wiederaufbau der alten St. Peter’s Church, nachdem sie niedergebrannt war. Er half dabei, Spendengelder für den Bau der alten St. Patrick’s Cathedral in Lower Manhattan (sie war die zweite katholische Kirche in New York, die 1809 gegründet wurde) aufzutreiben. Er wurde auf dem Friedhof der alten St. Patrick’s Cathedral begraben. Nachdem Kardinal John O’Connor den diözesanen Seligsprechungsprozess eröffnet hatte, ließ er die sterblichen Überreste Toussaints in die Krypta unterhalb des Hauptaltars in der heutigen St. Patrick’s Cathedral verlegen.
- Erzbischof Fulton Sheen war von 1941 bis 1966 Koadjutor der Erzdiözese New York, nationaler Direktor der Society for the Propagation of the Faith und später für kurze Zeit Bischof des Bistums Rochester. Nach seinem Tod im Jahr 1979 wurde er in der Krypta der St. Patrick’s Cathedral, in der er viele Predigten hielt, beigesetzt. Sheen war der erste Bischof, der zwar nie Bischof von New York war, aber dennoch in der New Yorker Kathedrale beerdigt wurde.
- Erzbischof John Maguire, ein langjähriger Priester der Erzdiözese und Koadjutorerzbischof von New York unter Kardinal Spellman und Terence Cooke.
- In der Krypta liegt Msgr. Michael J. Lavelle begraben, der in den 1930er Jahren Rektor der Kathedrale war. Einer Anekdote zufolge soll Erzbischof Spellman, der in der Erzdiözese von Boston geboren wurde und dort aufwuchs, als erstes, nachdem er zum Erzbischof von New York ernannt worden war und seine Pläne zur Renovierung des Altarraumes bekannt gemacht hatte, mit Lavelle in Streit geraten sein. Lavelle, der sein ganzes Leben in New York verbracht hatte und seit vielen Jahren Rektor der Kathedrale war, sagte, dass Spellman seine Pläne „nur über meine Leiche“ ausführen könne. Nachdem Lavelle gestorben war, machte Spellman eine Ausnahme – es war geplant, die Krypta nur für die Erzbischöfe von New York zu nutzen – und ließ Lavelle dort beerdigen.

Die Krypta ist normalerweise für die Öffentlichkeit nicht zugänglich. Weil sich in der Krypta die Reliquien dreier Kandidaten eines Seligsprechungsprozesses befinden (Pierre Toussaint, Fulton Sheen und Terence Cooke), ist es möglich, eine Ausnahmegenehmigung zu bekommen, etwa um für ein verstorbenes Familienmitglied zu beten.
Berühmte Menschen, deren Begräbnisfeierlichkeiten in der Kathedrale abgehalten wurden, die aber anderswo begraben liegen, waren unter anderem die New York Yankee-Größen Babe Ruth und Billy Martin, der Football-Trainer Vince Lombardi, die Sängerin Celia Cruz, der US-Senator von New York und Präsidentschaftskandidat Robert F. Kennedy und der langjährige Besitzer der New York Giants, Wellington Mara. Besondere Gedenkgottesdienste wurden in der Kathedrale nach dem Tod von Andy Warhol und Joe DiMaggio abgehalten.

## St. Patrick’s in der populären Kultur
Szenen aus den Komödien Little Nicky und Mr. Deeds von Adam Sandler wurden in der Kathedrale gedreht, sowie Teile von Daredevil. St. Patrick’s diente auch als ein Hintergrund im Videospiel Freedom Fighters.
Donald Trump sagt in einem kurzen Cameo-Auftritt in Woody Allens Film Celebrity, er sei gerade dabei, die Kathedrale zu kaufen, um sie vielleicht abzureißen und an ihrer Stelle ein „sehr, sehr hohes und schönes Gebäude“ zu bauen.
Im Jahr 2002 hatte ein Paar in der Eingangshalle von St. Patrick’s Sex – als Teil des Wettbewerbs „Sex for Sam 3“ in der Radiosendung von Opie und Anthony, was dazu führte, dass das beliebte Duo vom Radiosender WNEW-FM gefeuert wurde. Der Sponsor des Wettbewerbs war die Boston Beer Company, die das Bier Samuel Adams herstellt und die Paare dazu aufforderte, Sex an ungewöhnlichen Orten zu haben.
Im Film Spider-Man aus dem Jahr 2002 mit Tobey Maguire und Kirsten Dunst setzt Spider-Man Mary Jane Watson auf einem Dachgarten direkt gegenüber der St. Patrick’s Cathedral ab, nachdem er sie gerettet hat.
Auch in der Literatur finden sich Verwendungen des Bauwerks – so spielt zum Beispiel Nelson DeMilles Roman Die Kathedrale (Cathedral) fast ausschließlich in der Kirche, wo sich am St. Patrick’s Day Mitglieder einer Splittergruppe der IRA – die Fennier – mit Geiseln verschanzen, um mit der Drohung, die Kathedrale in die Luft zu sprengen und zu zerstören, die Freilassung von politischen Gefangenen in der Provinz Ulster in Nordirland zu erpressen.